# NGC 7567
NGC 7567 (другие обозначения — PGC 70885, UGC 12468, MCG 3-59-19, ZWG 454.16, KUG 2313+155A, IRAS23136+1534) — галактика в созвездии Пегас.
Этот объект входит в число перечисленных в оригинальной редакции «Нового общего каталога».